# Elie E. Balduck
Elie Edmond Marie Joseph Balduck (Schuiferskapelle, 18 juli 1932 – Nieuwpoort, 1 april 2005) was een Vlaams onderwijzer en schrijver.

## Levensloop
Elie Balduck was een zoon van Georges Francois Balduck (1900-1959) en van Georgina Cornelis. Hij trouwde met Andrea Denuwelaere.
Hij werd onderwijzer en schoolhoofd in Zonnebeke. Hij werd vervolgens actief in het boekbedrijf en kwam in Sint-Michiels (Brugge) wonen.
Hij was in allerlei culturele activiteiten betrokken. Zo was hij medeorganisator, met Gratien Dendooven, van de jaarlijkse Beeldenroute doorheen Lissewege.

## Publicaties
- Zonnebeke in 625 lijnen, monografie, 1964.
- Dr. Sc.Berten  Pil, jeugd en plicht, biografie, 1965.
- Krijgskerkhoven en oorlogsmonumenten in het Ieperse, monografie,  1966.
- Diksmuide, Onze trots en onze schande, monografie, 1968.
- Er komen geen  dagen meer, verhalenbundel, 1970.
- Leven en kreperen, roman, 1971.
- Jack Verstappen, monografie, VWS-cahiers nr. 84, 1980.
- Joris Declercq, monografie, VWS-cahiers, nr. 105, 1983.
- Johan Ballegeer, monografie, VWS-cahiers nr. 140, 1989.
- Roger A. Blondeau, monografie, VWS-cahiers nr. 140, 1990.
- Liber amicorum Roger-A. Blondeau, als editeur, Roesbrugge, Schoonaert, 1999.